# Економіка Римської республіки
Економіка Римської республіки — система економічних відносин, що розвивалися протягом республіканської доби Стародавнього Риму. Переважно економіка ґрунтувалася на виробництві та розподілі сільськогосподарської продукції.

## Загальна характеристика
Спочатку землеробством займалося більшість римських громадян. З розширенням кордонів держави, збільшенням здобичі та рабів дедалі більшу вагу набувають великі господарства. Дрібні власники банкрутують. Основою економіки в цей час стають сільські вілли, де господар власноруч керує або через свого помічника (зазвичай вільновідпущеника) віллика. В пізньореспубліканську добу посилюється значення торгівлі, гірничої справи, ремісництва та фінансових операцій.
У ранній період зберігається переважно натуральне господарство, найпоширенішою формою ведення господарства було те, що ґрунтувалося на невеликій власності, в якій власник особисто працював у господарстві за допомогою рабів чи самозайнятих робітників. На ринку потрапила лише незначна частина сільськогосподарської продукції.
В подальшому відбувається економічне та політичне протистояння між великими (патриції й нобілі) та дрібними землевласниками (плебеї). Для вирішення соціальних проблем скасовується боргове рабство (нексум). надаються політичні права плебеям, виводяться колонії, що в свою чергу зміцнює владу Риму на підкорених землях.

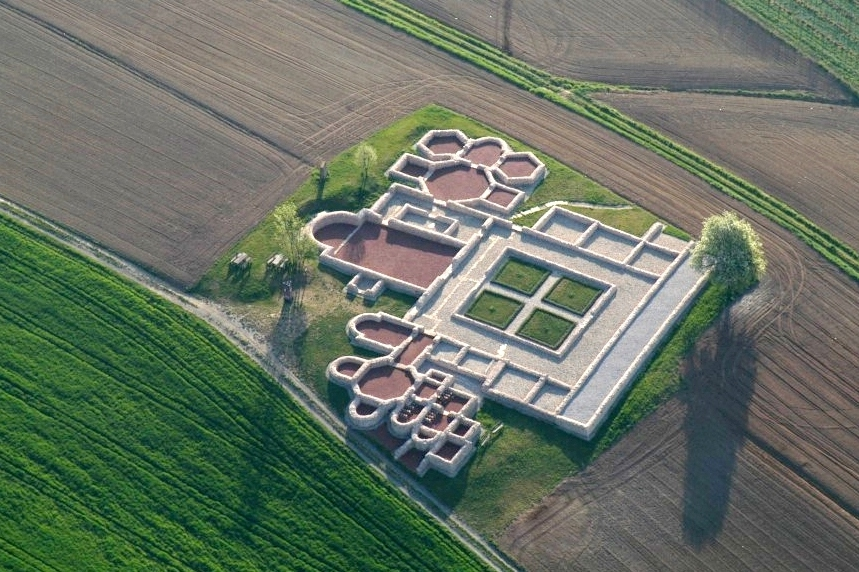
Сільська вілла

Втім після Другої пунічної війни все більшу вагу набувають великі землевласники, що застосовують майже безкоштовну рабську силу (численні війни давали змогу отримати велику кількість рабів, що навіть громадянин середнього статку мав 1—2 рабів). З II ст. до н. е. земля переважно зосереджена в руках великих землевласників, наслідком чого став відтік сільського населення та пролетаризацією міського населення. Основою стають латифундії та сільські вілли. Відбувається перехід на вирощування монокультур, тобто одного продукту, який вигідно продається на ринку. Вирощування пшениці було замінено вирощуванням оливок та винограду й розведенням великої рогатої худоби для задоволення зростаючого попиту на молочну продукцію, м'ясо, шерсть та шкіру.
Втім така ситуація викликала соціальне напруження. Цю проблему спробував розв'язати Тиберій Семпроній Гракх, що намагався провести закон, відповідно до якого впроваджувалося обмеження володіння державною землею в розмірі 125 га і перерозподілив надлишки земель для розорених селян. Родина могла мати 500 югерів землі плюс 250 на кожну дитину, але не більше 1000. Конфісковану землю треба було розподілити так, щоб у кожної родини селянського населення було 30 югерів (7,5 га). Внаслідок спротиву великих землевласників реформа виявилася урізаною, що не вирішило проблеми. Сам Гракх загинув у боротьбі з нобілями.
Проблема володіння землею, наділення нею римських громадян, насамперед легіонерів, залишалася гострою протягом усієї республіканської доби. Її намагалися використовуватися в політичних інтересах Гай Марій, Гай Юлій Цезар, Марк Антоній.
У II і особливо у I ст. до н. е. експлуатація рабів у латифундіях отримала систематичну організацію. Формується спеціальний апарат наглядачів (вілликів)), які організували і контролювали працю рабів.

## Землеробство

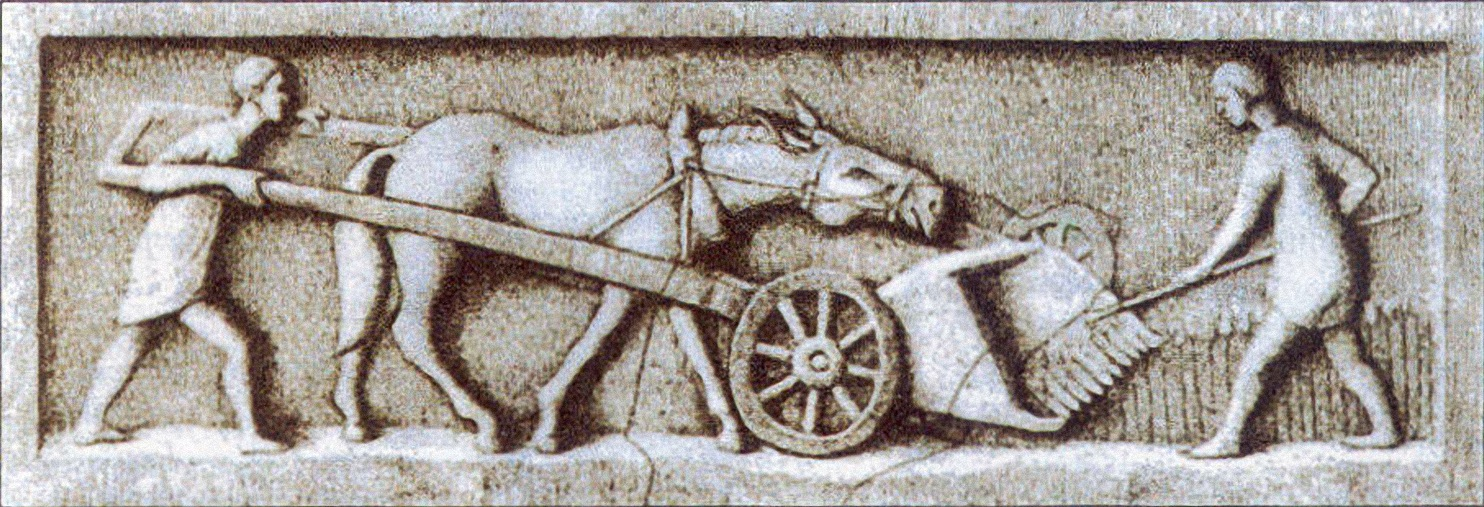
Обробка землі

Основним вирощеним продуктом в ранньореспубліканську добу були пшениця і ячмінь. Пшениця м'яка вирощувалась там, де особливо придатними були ґрунт та клімат (Галлія та Північна Італія). У більш сухих районах замість цього вирощували тверду пшеницю. У більш холодних і вологих регіонах звичайно вирощували спельту. В свою чергу ячмінь культивували там, де ґрунт не був дуже родючим для вирощування пшениці.
Давні римляни знали різні типи оранки для різної типології оранки. У багатьох районах Італії відбулося підвищення прибутковості завдяки більш інтенсивній оранці, що робилася на більшій глибині та в довгостроковій перспективі. Гній також застосовували як добрива, особливо навколо Середземноморського басейну.
Оливкове дерево вирощували технікою терасування. Марк Порцій Катон Старший стверджував, що лози та оливкові дерева є найприбутковішими культурами, приріст прибутку становить від 7 до 10 %.
Виноград в майже кожному господарстві стали вирощували після підкорення Кампанії та Великої Греції (III ст. до н. е.). Тоді ж у греків навчилися технікам виготовлення та культурі споживання вина. Втім виноробство у великих кількостях тривалий час було монополією великих господарств, вважалося елітарним продуктом. Виноградну лозу вирощували технікою терасування.

## Скотарство
У розведенні переважали вівці та кози, тоді як велику рогату худобу та коней використовували для роботи на селі. Коней розводили переважно для війська.
Поширюється свинарство. Свині особливо цінувалися з Лаціуму, Кампанії та долині По, де були великі господарства. Порода римських свиней була худорлява та волохата.

## Ремісництво
З огляду на необхідність виробництва знарядь для землеробства, виготовлення олії та вина, побутових потреб (насамперед посуд) існували невеличкі майстерні в містах. Продукція в сільських віллах патриції та нобілів часто була призначена не стільки для збуту, скільки для сімейних потреб. Широко використовувалося залізо, виготовлялися вироби з бронзи та кераміки. Розроблялися поклади залізної і мідної руди, будівельного каменю та білої глини для виробництва керамічних виробів. Менший розвиток отримало текстильне виробництво, однак ремісники-ткачі освоїли вироблення лляного полотна, парусного полотна, вовняних тканин. 
З розширенням території республіки дедалі більше проявляється спеціалізація (насамперед у великих майстернях): римські майстерні стають відомими шкіряними та ткацькими виробами, Капуя уславилася виробами з бронзи та свинцю, Путеоли — зброєю. Ареццо — керамікою (терра сігіллата).
Крім того, існували державні майстерні, де переважно виготовлялася зброя, військове спорядження. також діяли корабельні, де зводилися військові та транспортні судна.

## Гірнича справа
У часи республіки починає поступово розвиватися добування корисних копалин. Окрім традиційного варіння та добування солі, додається також добування у значних обсягах міді, заліза, свинцю, золота й срібла. Це було пов'язано із захопленням копалень в Італії, на Балканському та Піренейському півостровах, у Південній Галлії. Практично негайно було впроваджено державну монополію в цій галузі.

## Торгівля
На початку республіканської доби торгували переважно худобою, застосовуючи бартер. Звідси слово «монета», що походить від «pecus» — худоба). З середини ІІІ століття до н. е. розповсюджувався, переважно поблизу міського форуму, загальні ринки збуту (мацеллюм).
Центром торгівлі переважно був Рим. На римському форумі торгували звичайними товарами. Існувало принаймні чотири інших великих ринки, які спеціалізувалися на конкретних товарах, таких як велика рогата худоба (Бичачий форум), вино, риба та зелень і овочі (Олійний форум), Овочевий, Рибний, Ласий. На Велбрі торгували сиром.
До того, як Пунічні війни повністю змінили характер торгівлі в Середземномор'ї, Римська Республіка мала важливі торговельні відносини з Карфагеном. Крім простої торгівлі, міста-конкуренти мали ряд комерційних і політичних угод.

## Підприємництво
З II ст. до н. е., коли виникла потреба в збирання податків з провінцій, розширилися кордони та можливості торгівлі, все більшу вагу набуває ставн вершників. Вони займалися торгівлею, розбудовою великих майстерень, що виготовляли продукцію на експорт, відкупами, банківськими операціями, лихварством. З'являються перші банкіри (аргентарії), відкупники та збирачі податків (публікани). Процентні ставки коливалися в середньому від 33 до 48 %. Це в свою чергу призводило до необхідності зменшення видатків, тобто збільшення кількості рабів.
Також вершники приймали підряди на зведення будинків, мостів, доріг, акведуків, стали брати в оренду копальні. Тут найбільше використовувалася рабська праця, також працювали злочинці.

### Гроші
У 335 році до н. е. встановлено першу стандартизовану монету — Aes rude (фактично злиток), що виготовлявся з міді або бронзи. Він дорівнювався спочатку 1 волу, потім 1 вівці. Близько 280 року до н. е. впроваджено більш досконалий Aes signatum. потім — Aes Grave (ас лібра чи фунтовий ас). Ас був найпоширенішою монетою протягом майже усього республіканського періоду.
З підкоренням Кампанії у III ст. до н. е. в Кумах стали карбувати срібні монети (за зразком давньогрецьких). З 268 року до н. е. карбувався срібний денарій вже на римському монетному дворі. Близько 225 р. до н. е. вперше з'являються класифіковані римські срібні монети. Класичні історики часто згадують ці монети як денарії, але сучасними нумізматами вони класифіковані як квадріґатус. Назва походить від квадриґи (лат. quadrigatus), яка була зображена на зворотному боці і яка була прототипом для найпоширеніших конструкцій, використовуваних на римських срібних монетах протягом наступних 150 років.
Римська влада близько 211 року до н. е. стандартизувала денарій нарівні з вікторіатусом — монетою, яка існувала до 170 року до н. е. Цей денарій важив 4,5 грама або 1⁄72 римського фунта і був основою римської валюти в Римській республіці.
З 250 року до н. е. став карбуватися Ауреус. втім у невеликій кількості. Лише після Другої Пунічної війни значно збільшується його карбування. Його переважно використовували в міжнародній торгівлі.
З III ст. до н. е. стали карбували сестерцій із срібла, що важив майже 1 грам. У I ст. до н. е. за Гая Юлія Цезаря вперше карбують сестерцій із бронзи та у великих кількостях.
В I ст. до н. е. було встановлено співвідношення монет: 1 аурей = 25 денаріям = 100 сестерціям = 400 асам. Баланс державного бюджету допомагали підтримувати величезні скарби, захоплені у підкорених державах (Карфаген, Македонія, Пергам, Держава Селевкідів, Понт, Віфінія, галльські племена). Цей потік золота та витворів мистецтва приніс величезний рух капіталу до міста, яке до цього часу було пов'язане переважно з сільськогосподарською діяльністю. Окрім цього додавались також військові контрибуції, що накладалися на залежні та переможені країни, та нові податки, які сплачують провінції.